# Campethera mombassica
Campethera mombassica là một loài chim trong họ Picidae.